# Capendu
Pour les articles homonymes, voir Capendu (homonymie).
Capendu  (occitan : Campendut ) est une commune française située dans le nord du département de l'Aude en région Occitanie.
Sur le plan historique et culturel, la commune fait partie du massif des Corbières, un chaos calcaire formant la transition entre le Massif central et les Pyrénées. Exposée à un climat méditerranéen, elle est drainée par l'Aude, le ruisseau de Mayrac et par divers autres petits cours d'eau. La commune possède un patrimoine naturel remarquable : un site Natura 2000 (les « Corbières occidentales ») et trois zones naturelles d'intérêt écologique, faunistique et floristique.
Capendu est une commune rurale qui compte 1 461 habitants en 2022, après avoir connu une forte hausse de la population depuis 1975. Elle fait partie de l'aire d'attraction de Carcassonne. Ses habitants sont appelés les Capenduciens ou Capenduciennes.
Le patrimoine architectural de la commune comprend deux immeubles protégés au titre des monuments historiques : la chapelle Saint-Martin de Capendu, classée en 1913, et le château, classé en 1927.

## Géographie

### Localisation
La commune de Capendu est située dans les Corbières, sur le vignoble de la Montagne d'Alaric qui fait partie du vignoble des Corbières, sur la ligne Bordeaux - Sète et la route nationale 113 à 18 km de Lézignan-Corbières, 35 km de Narbonne et 15 km de Carcassonne.
Le territoire de la commune est délimité au sud par la ligne de crête de la Montagne d'Alaric. Il est limitrophe de ceux de huit communes :

### Communes limitrophes
Les communes limitrophes sont  Barbaira, Blomac, Comigne, Douzens, Marseillette et Val-de-Dagne.
|          | Marseillette | Blomac  |
| Barbaira | Capendu      | Douzens |
|          | Val-de-Dagne | Comigne |

### Géologie et relief
Capendu se situe en zone de sismicité 2 (sismicité faible).

### Hydrographie
La commune est dans la région hydrographique « Côtiers méditerranéens », au sein du bassin hydrographique Rhône-Méditerranée-Corse. Elle est drainée par l'Aude, le ruisseau de Mayrac, le ruisseau de Blanquier, le ruisseau de Font de Roque, le ruisseau de la Tuilerie, le ruisseau de Mate Marine, le ruisseau de Roque Sole, le ruisseau de Tale et le ruisseau du Bois, qui constituent un réseau hydrographique de 18 km de longueur totale,.
L'Aude, d'une longueur totale de 223,59 km, prend sa source dans la commune des Angles et s'écoule du sud vers le nord. Elle traverse la commune et se jette dans le golfe du Lion à Fleury, après avoir traversé 73 communes.

### Climat
Pour des articles plus généraux, voir Climat de l'Occitanie et Climat de l'Aude.
En 2010, le climat de la commune est de type climat méditerranéen franc, selon une étude s'appuyant sur une série de données couvrant la période 1971-2000. En 2020, Météo-France publie une typologie des climats de la France métropolitaine dans laquelle la commune est exposée à un climat méditerranéen et est dans la région climatique Provence, Languedoc-Roussillon, caractérisée par une pluviométrie faible en été, un très bon ensoleillement (2 600 h/an), un été chaud (21,5 °C), un air très sec en été, sec en toutes saisons, des vents forts (fréquence de 40 à 50 % de vents > 5 m/s) et peu de brouillards.
Pour la période 1971-2000, la température annuelle moyenne est de 14,8 °C, avec  une amplitude thermique annuelle de 16,1 °C. Le cumul annuel moyen de précipitations est de 703 mm, avec 8 jours de précipitations en janvier et 3,4 jours en juillet. Pour la période 1991-2020 la température moyenne annuelle observée sur la station météorologique la plus proche, située sur la commune d'Arquettes-en-Val à 10 km à vol d'oiseau, est de 14,3 °C et le cumul annuel moyen de précipitations est de 820,2 mm,. Pour l'avenir, les paramètres climatiques de la commune estimés pour 2050 selon différents scénarios d’émission de gaz à effet de serre sont consultables sur un site dédié publié par Météo-France en novembre 2022.

### Milieux naturels et biodiversité

#### Réseau Natura 2000

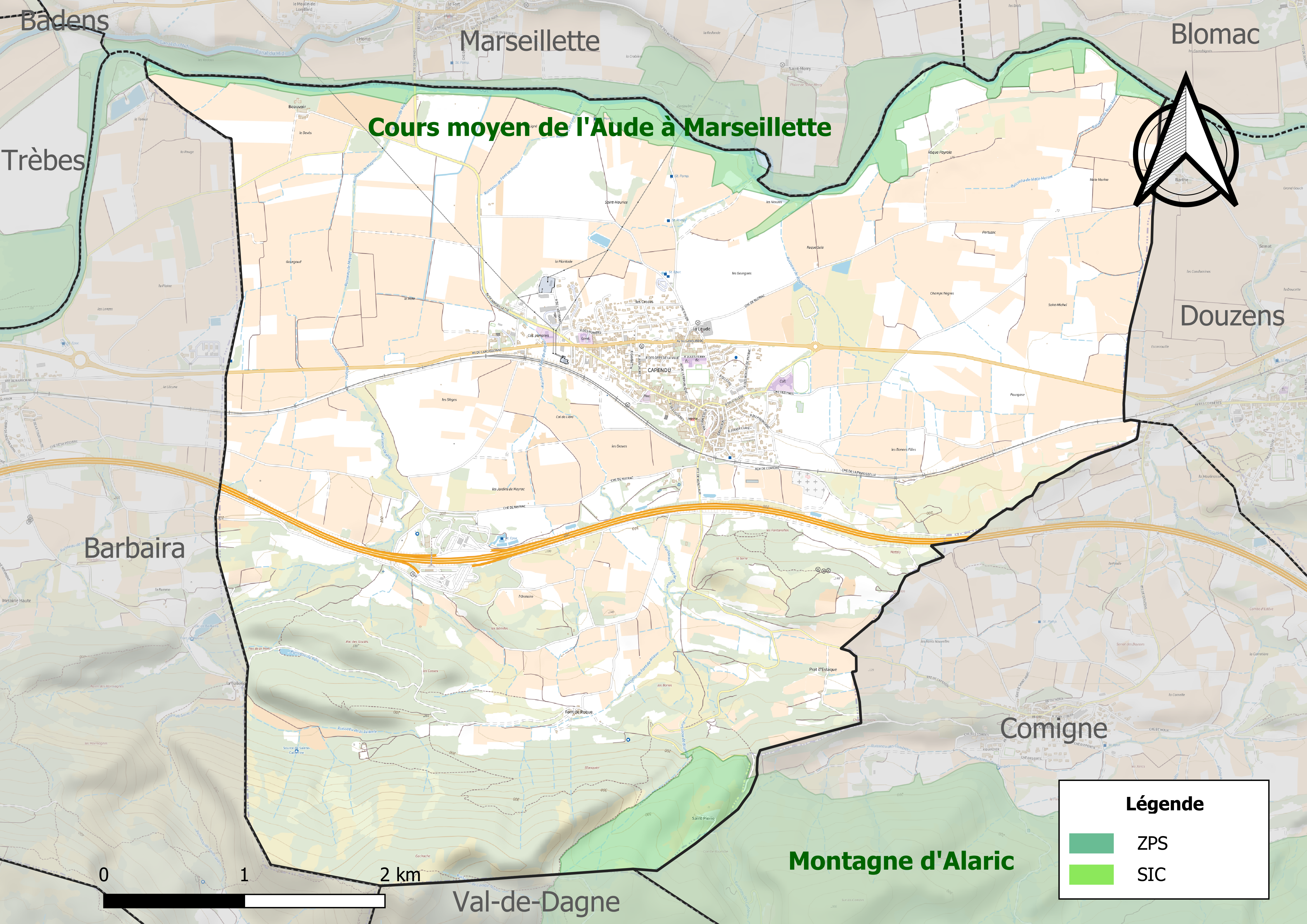
Sites Natura 2000 sur le territoire communal.

Le réseau Natura 2000 est un réseau écologique européen de sites naturels d'intérêt écologique élaboré à partir des directives habitats et oiseaux, constitué de zones spéciales de conservation (ZSC) et de zones de protection spéciale (ZPS). Un site Natura 2000 a été défini sur la commune au titre de la directive oiseaux : les « corbières occidentales », d'une superficie de 22 912 ha, présentant des milieux propices à la nidification des espèces rupicoles : des couples d'Aigles royaux occupent partagent l'espace avec des espèces aussi significatives que le Faucon pèlerin, le Grand-duc d'Europe ou le Circaète Jean-le-Blanc.

#### Zones naturelles d'intérêt écologique, faunistique et floristique
L’inventaire des zones naturelles d'intérêt écologique, faunistique et floristique (ZNIEFF) a pour objectif de réaliser une couverture des zones les plus intéressantes sur le plan écologique, essentiellement dans la perspective d’améliorer la connaissance du patrimoine naturel national et de fournir aux différents décideurs un outil d’aide à la prise en compte de l’environnement dans l’aménagement du territoire. Deux ZNIEFF de type 1 sont recensées sur la commune : le « cours moyen de l'Aude à Marseillette » (237 ha), couvrant 7 communes du département, et la « montagne d'Alaric » (2 953 ha), couvrant 8 communes du département et une ZNIEFF de type 2, : le « massif d'Alaric » (8 316 ha), couvrant 15 communes du département.

Carte des ZNIEFF de type 1 et 2 à Capendu.
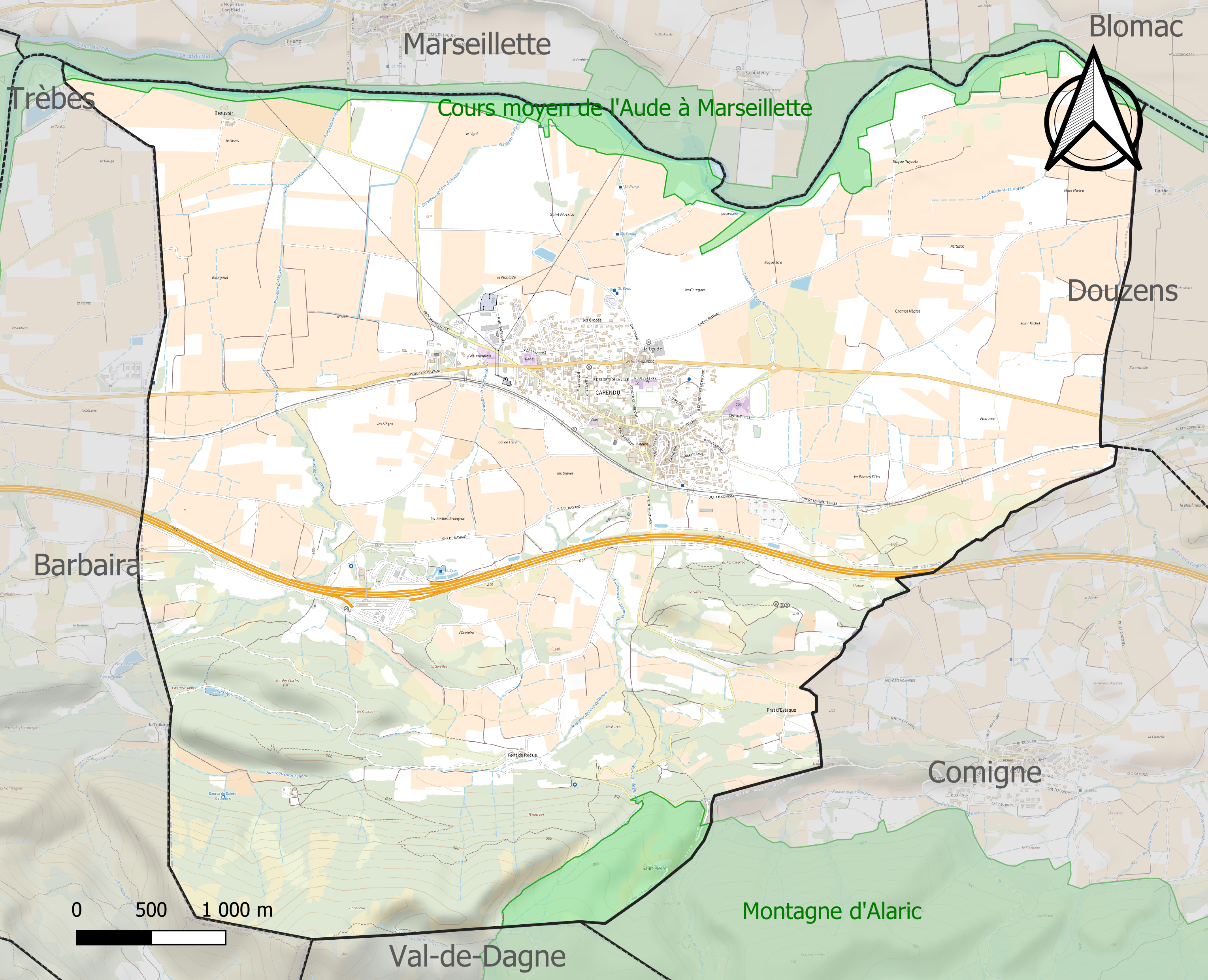
Carte des ZNIEFF de type 1 sur la commune.
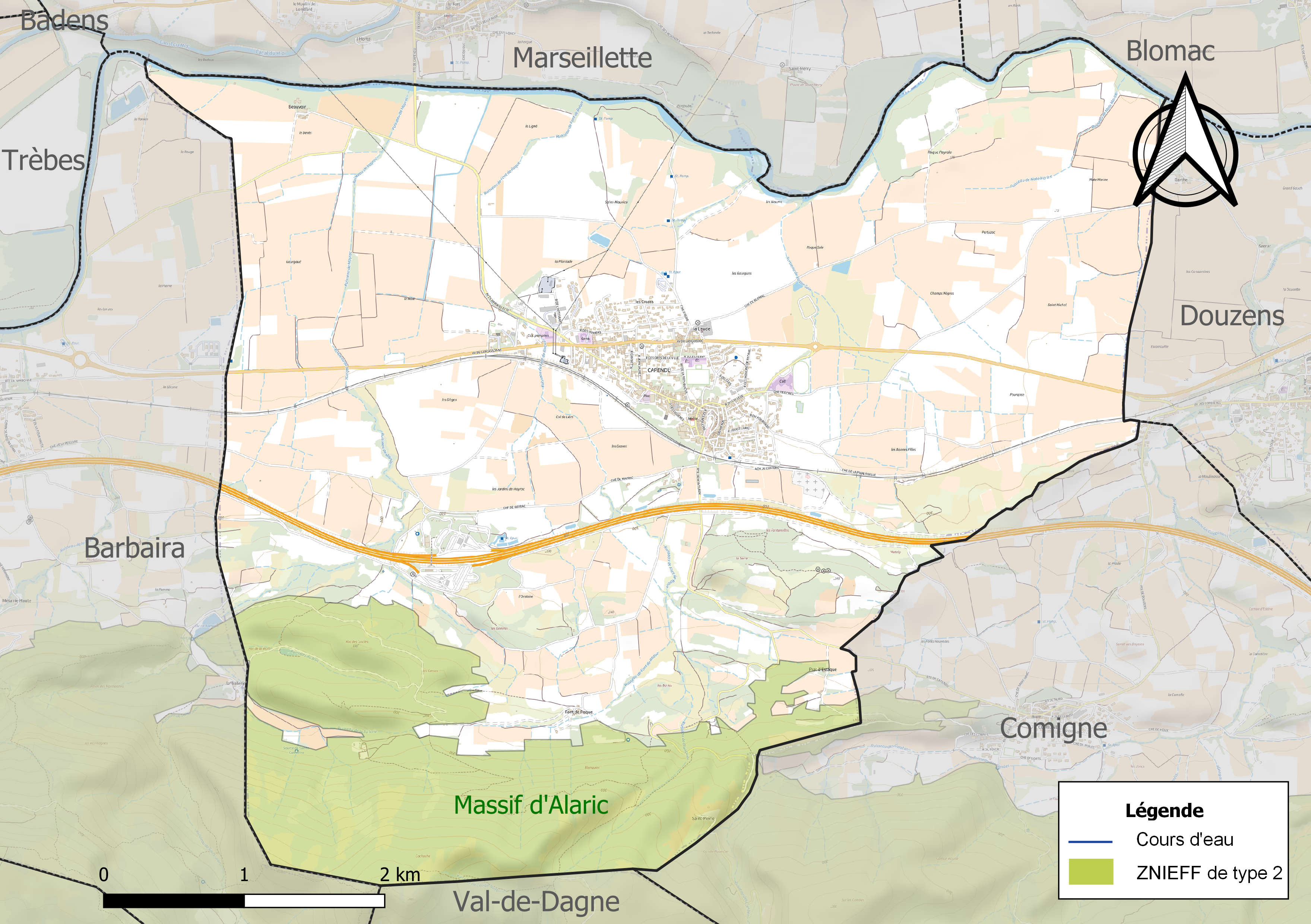
Carte de la ZNIEFF de type 2 sur la commune.

## Urbanisme

### Typologie
Au 1er janvier 2024, Capendu est catégorisée bourg rural, selon la nouvelle grille communale de densité à 7 niveaux définie par l'Insee en 2022.
Elle est située hors unité urbaine. Par ailleurs la commune fait partie de l'aire d'attraction de Carcassonne, dont elle est une commune de la couronne,. Cette aire, qui regroupe 115 communes, est catégorisée dans les aires de 50 000 à moins de 200 000 habitants,.

### Occupation des sols
L'occupation des sols de la commune, telle qu'elle ressort de la base de données européenne d’occupation biophysique des sols Corine Land Cover (CLC), est marquée par l'importance des territoires agricoles (73 % en 2018), une proportion identique à celle de 1990 (73 %). La répartition détaillée en 2018 est la suivante :
cultures permanentes (60,8 %), forêts (18,5 %), zones agricoles hétérogènes (7,1 %), zones urbanisées (5,2 %), terres arables (5,1 %), zones industrielles ou commerciales et réseaux de communication (1,6 %), milieux à végétation arbustive et/ou herbacée (1,6 %). L'évolution de l’occupation des sols de la commune et de ses infrastructures peut être observée sur les différentes représentations cartographiques du territoire : la carte de Cassini (XVIIIe siècle), la carte d'état-major (1820-1866) et les cartes ou photos aériennes de l'IGN pour la période actuelle (1950 à aujourd'hui).

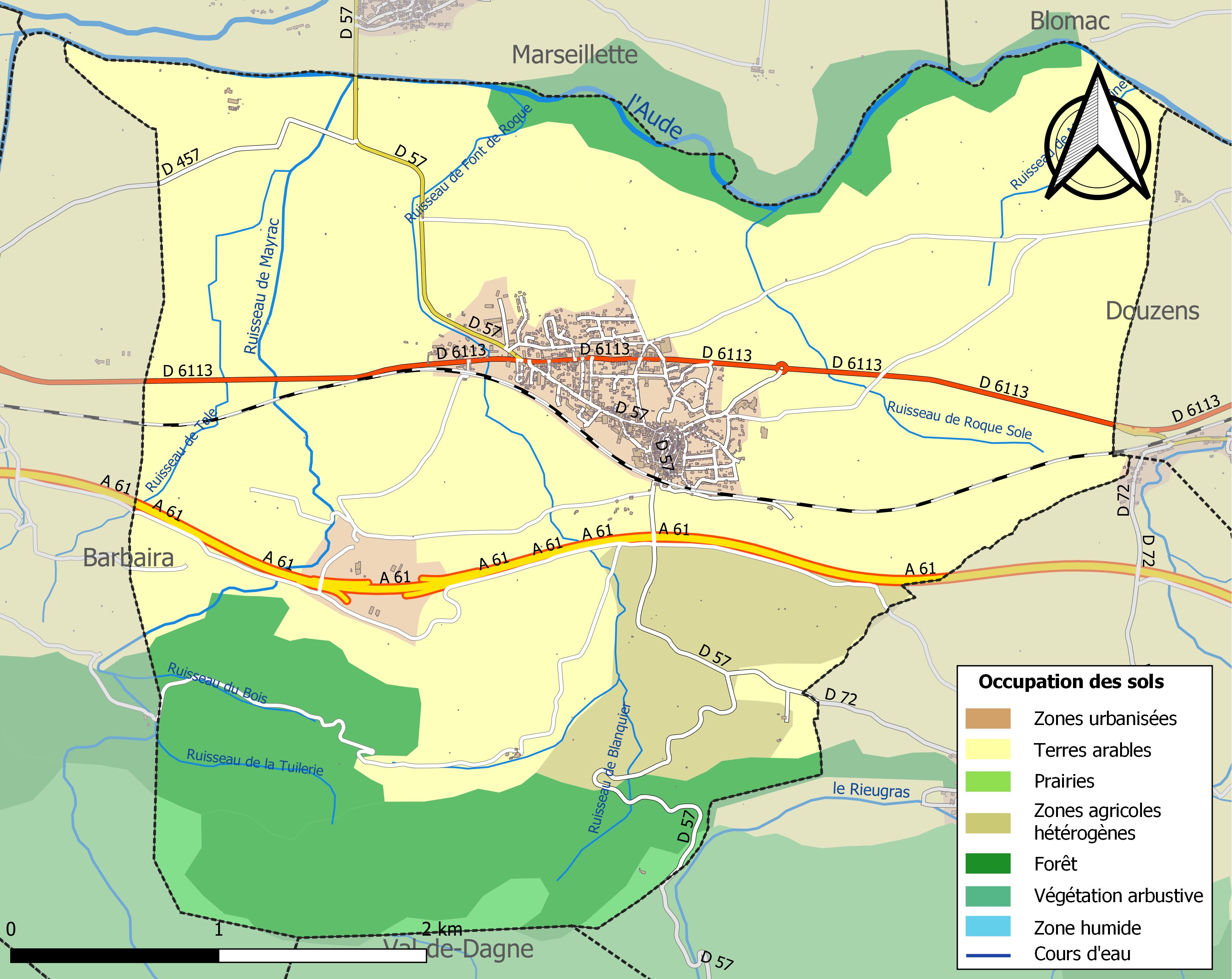
Carte des infrastructures et de l'occupation des sols de la commune en 2018 (CLC).

### Risques majeurs
Le territoire de la commune de Capendu est vulnérable à différents aléas naturels : météorologiques (tempête, orage, neige, grand froid, canicule ou sécheresse), inondations, feux de forêts et séisme (sismicité faible). Il est également exposé à deux risques technologiques, le transport de matières dangereuses et la rupture d'un barrage. Un site publié par le BRGM permet d'évaluer simplement et rapidement les risques d'un bien localisé soit par son adresse soit par le numéro de sa parcelle.

#### Risques naturels
Certaines parties du territoire communal sont susceptibles d’être affectées par le risque d’inondation par débordement de cours d'eau, notamment l'Aude. La commune a été reconnue en état de catastrophe naturelle au titre des dommages causés par les inondations et coulées de boue survenues en 1982, 1987, 1992, 1996, 1999, 2005, 2009, 2018 et 2020,.

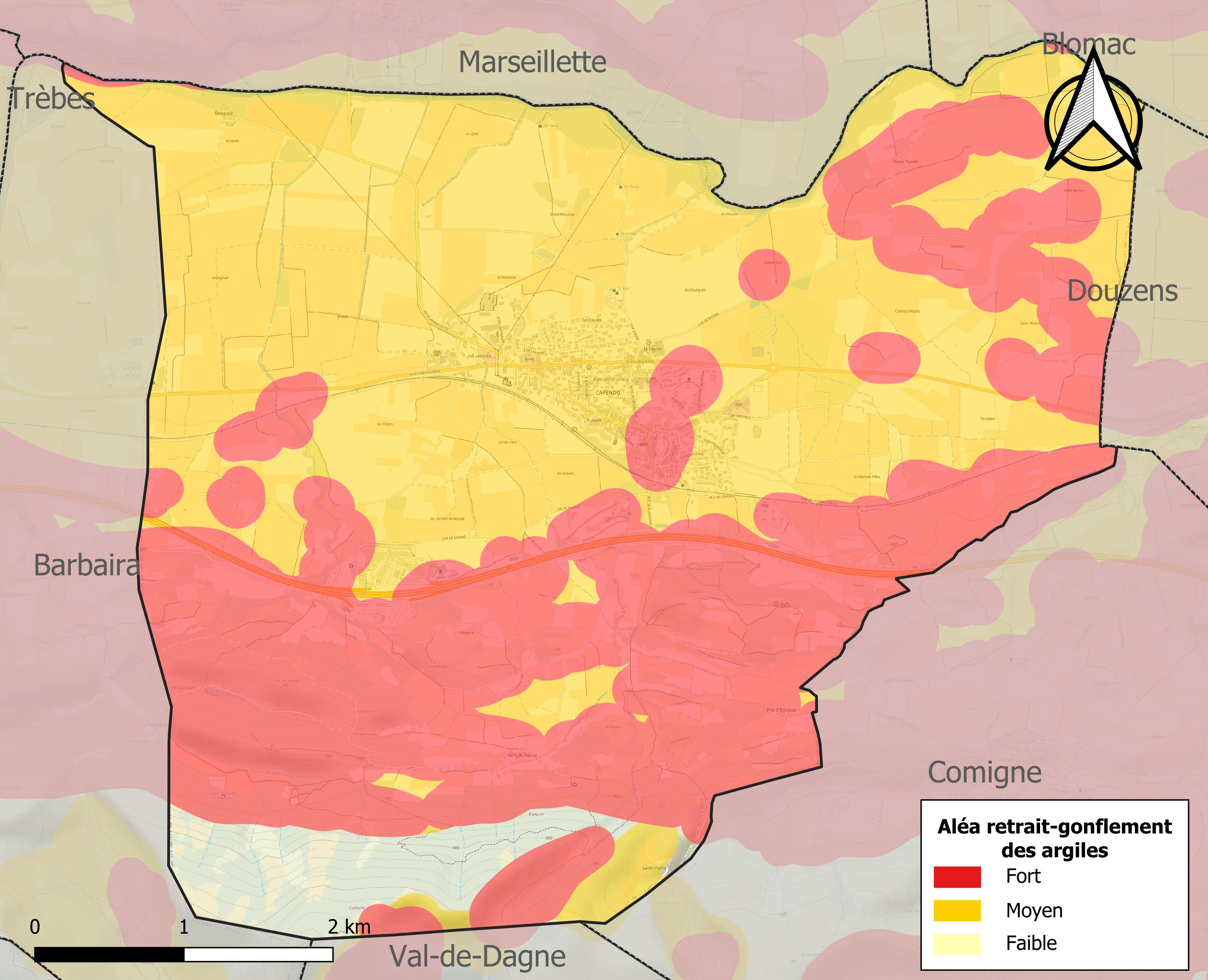
Carte des zones d'aléa retrait-gonflement des sols argileux de Capendu.

Le retrait-gonflement des sols argileux est susceptible d'engendrer des dommages importants aux bâtiments en cas d’alternance de périodes de sécheresse et de pluie. 95 % de la superficie communale est en aléa moyen ou fort (75,2 % au niveau départemental et 48,5 % au niveau national). Sur les 764 bâtiments dénombrés sur la commune en 2019, 764 sont en aléa moyen ou fort, soit 100 %, à comparer aux 94 % au niveau départemental et 54 % au niveau national. Une cartographie de l'exposition du territoire national au retrait gonflement des sols argileux est disponible sur le site du BRGM,.

#### Risques technologiques
Le risque de transport de matières dangereuses sur la commune est lié à sa traversée par une route à fort trafic et une ligne de chemin de fer. Un accident se produisant sur de telles infrastructures est en effet susceptible d’avoir des effets graves au bâti ou aux personnes jusqu’à 350 m, selon la nature du matériau transporté. Des dispositions d’urbanisme peuvent être préconisées en conséquence.
La commune est en outre située en aval des barrages de Matemale et de Puyvalador, deux ouvrages de classe A, situés dans le département des Pyrénées-Orientales. À ce titre elle est susceptible d’être touchée par l’onde de submersion consécutive à la rupture d'un de ces ouvrages.

## Toponymie
Le nom est mentionné sous les formes Capendud en 1063, puis Campendud en 1071, Canependuto en 1240, ainsi qu'une mention d'une viguerie de Campo Penduto en 1371, Campandu en 1532, Campandut en 1614, Canpandu en 1622, Cappendu en 1633, Campandeu en 1671, Campendu en 1693 et enfin Capendu en 1792.
Il s'agit d'une formation toponymique médiévale, dont les deux éléments sont issus de l'ancien occitan camp « champ » et pendut « pendu, pentu », d'où le sens global de « champ pentu », « champ en pente ». En latin, Canesuspenso.
Enfin, on trouve des références à Saint-Martin de Surzac, ancien emplacement du village, sous les formes Sanctus Martinus de Surzaco (1110), Sanctus Martinus de Sorzaco (1197) et Sanctus Martinus de Sersaco (1227), cette dernière correspondant à l'époque où le village s'est définitivement établi sur le piton rocheux autour du castrum de Capendu.
Homophonie fortuite avec Capendu, hameau de Blainville-Crevon (Seine-Maritime), Catpendud (1050-1066) qui signifie « chat pendu ». Lieu d'où est originaire la pomme capendu dite aussi court-pendu.

## Histoire
Près de Capendu, à Roque del Die, les archéologues ont mis au jour trois tombes monumentales datant de près de 4000 ans, un type de monument inconnu dans la région. Ces grands monuments funéraires semblent s'inscrire dans une nécropole beaucoup plus vaste. Les défunts portent des éléments de parures en coquillage et en os qui se rattachent à la culture campaniforme ou au début de l'âge du bronze ancien (entre 2200-1600 avant notre ère).
On retrouve les traces d'un campement romain à l'emplacement du moulin de la Roque Del Dié. Capendu était situé sur la via Aquitania et non loin de Liviana.
En 1374, Nicolas de Lectis et sa femme Yolande de Capendu, seigneur et dame de la baronnie de Capendu, obtiennent de Louis Ier d'Anjou, lieutenant du roi en Languedoc, que Capendu et la terre adjacente de Barbaira relèvent du droit écrit de la sénéchaussée de Carcassonne et non plus de la coutume de la vicomté de Paris. Le roi Charles VI confirme ce fait en 1382.
En 2015, un projet de parc d'attractions qui serait situé entre Douzens et Capendu, est proposé par le fonds d'investissement de Dubaï Walnut Finance,. Trois ans plus tard le projet est toujours au point mort et semble à l'abandon, la communauté d'agglomération de Carcassonne privilégiant un autre projet de parc à cheval sur les communes de Fontiès-d'Aude, Montirat et Trèbes.

## Politique et administration

### Découpage territorial
La commune de Capendu est membre de l'intercommunalité Carcassonne Agglo, un établissement public de coopération intercommunale (EPCI) à fiscalité propre créé le 21 décembre 2012 dont le siège est à Carcassonne. Ce dernier est par ailleurs membre d'autres groupements intercommunaux.
Sur le plan administratif, elle est rattachée à l'arrondissement de Carcassonne, au département de l'Aude, en tant que circonscription administrative de l'État, et à la région Occitanie.
Sur le plan électoral, elle dépend du canton de la Montagne d'Alaric pour l'élection des conseillers départementaux, depuis le redécoupage cantonal de 2014 entré en vigueur en 2015, et de la première circonscription de l'Aude  pour les élections législatives, depuis le redécoupage électoral de 1986.

### Liste des maires
| Période                                  | Période  | Identité           | Étiquette | Qualité                 |
| ---------------------------------------- | -------- | ------------------ | --------- | ----------------------- |
|                                          | 2001     | Pierre Jammes      | PS        | Médecin                 |
| mars 2001                                | 2020     | Jean-Jacques Camel | PS        |                         |
| juin 2020                                | En cours | Claude Busto       | SE        | Ingénieur Informaticien |
| Les données manquantes sont à compléter. |          |                    |           |                         |

### Politique environnementale
Avant, la commune de Capendu dépendait du SMICTOM (Syndicat mixte de collecte et de traitement des ordures ménagères) de Corbières en Minervois, qui collectait les déchets des communes appartenant aux communautés de communes de Piémont d'Alaric et de la région Lézignanaise, Corbières et Minervois. Cependant, la communauté de communes de Piémont d'Alaric promeut le tri sélectif en mettant à la disposition des habitants des conteneurs pour les papiers, les emballages et le verre.
Enfin, la déchèterie de Piémont d'Alaric se trouve sur le territoire de la commune, pour se débarrasser des déchets qui ne pourraient pas être évacués par la voie normale. C'est à cet endroit que se situe aussi une des cinq bornes de récupération des textiles de Piémont d'Alaric.
Mais, depuis que Capendu fait partie de Carcassonne Agglo, c'est le Covaldem 11 (Collecte et valorisation des déchets ménagers de l'Aude) qui s'occupe de collecter les déchets ménagers de la commune, mais aussi les emballages, cartons, papiers... dans des poubelles jaunes et le verre dans des containers verts. La déchèterie appartient aussi au Covaldem 11.

## Population et société

### Démographie
L'évolution du nombre d'habitants est connue à travers les recensements de la population effectués dans la commune depuis 1793. Pour les communes de moins de 10 000 habitants, une enquête de recensement portant sur toute la population est réalisée tous les cinq ans, les populations de référence des années intermédiaires étant quant à elles estimées par interpolation ou extrapolation. Pour la commune, le premier recensement exhaustif entrant dans le cadre du nouveau dispositif a été réalisé en 2005.

En 2022, la commune comptait 1 461 habitants, en évolution de −2,01 % par rapport à 2016 (Aude : +2,65 %, France hors Mayotte : +2,11 %).
| 1793 | 1800 | 1806 | 1821 | 1831 | 1836 | 1841 | 1846 | 1851 |
| ---- | ---- | ---- | ---- | ---- | ---- | ---- | ---- | ---- |
| 448  | 586  | 639  | 703  | 739  | 745  | 720  | 699  | 692  |

| 1856 | 1861 | 1866 | 1872 | 1876  | 1881  | 1886  | 1891  | 1896  |
| ---- | ---- | ---- | ---- | ----- | ----- | ----- | ----- | ----- |
| 721  | 719  | 905  | 953  | 1 101 | 1 305 | 1 396 | 1 222 | 1 311 |

| 1901  | 1906  | 1911  | 1921  | 1926  | 1931  | 1936  | 1946  | 1954  |
| ----- | ----- | ----- | ----- | ----- | ----- | ----- | ----- | ----- |
| 1 440 | 1 528 | 1 549 | 1 664 | 1 853 | 1 612 | 1 640 | 1 401 | 1 482 |

| 1962  | 1968  | 1975  | 1982  | 1990  | 1999  | 2005  | 2006  | 2010  |
| ----- | ----- | ----- | ----- | ----- | ----- | ----- | ----- | ----- |
| 1 407 | 1 413 | 1 160 | 1 198 | 1 291 | 1 380 | 1 519 | 1 502 | 1 583 |

| 2015  | 2020  | 2022  | - | - | - | - | - | - |
| ----- | ----- | ----- | - | - | - | - | - | - |
| 1 497 | 1 473 | 1 461 | - | - | - | - | - | - |

### Enseignement
La commune de Capendu possède une école maternelle, une école élémentaire ainsi qu'un collège, le collège de l’Alaric.

### Manifestations culturelles et festivités
Depuis sept ans, le FestiVoix organisé par la communauté de communes invite des chorales et des artistes plus ou moins connus comme Idir ou Ilene Barnes.

### Sports

#### Rugby à XV
L'Union Sportive Capenducienne, fondée en 1920 :
- Champion de France de 4e série en 1953,
- Champion de 3e série en 1981,
- Vice-champion de 2e série en 1982,
- Vice-champion de 2e série en 1984.

En 2006, l'US Capendu fusionne avec le Douzens Olympique pour donner naissance au Rugby Club Alaric :
- Champion du Languedoc 4e série en 2006,
- Champion de France de 4e série en 2006,
- Vice-champion de France de 2e série en 2007,
- Vice-champion du Languedoc de Promotion Honneur en 2010,
- Champion du Languedoc de 2e série en 2014.

#### Football
L'équipe masculine du Football Club Capenducien s'illustra au niveau départemental en remportant le championnat de l'Aude de deuxième division en 1989. Changeant de nom en 2008 pour devenir le Football Club Alaric, elle s'imposa à l'échelon supérieur, la Promotion première division, en 2009. Du côté de l'équipe féminine, le palmarès correspond à une Coupe de l'Aude à 11 en 1985 pour l'époque FCC, l'époque FCA sera par contre plus riche niveau palmarès, avec deux titres de Championnes de l'Aude en 2009 et 2012, ainsi qu'une coupe de l'Aude en 2011 (finalistes de la Coupe de l'Aude en 2012, les vert-et-blanches passent à 90 minutes d'un doublé départemental inédit dans leur histoire). Après un essai lors de la Coupe de l'Aude à 11 en 2019 qui les amènera jusqu'en demi-finale, les équipes féminines du Football Club Alaric et du Football Club Briolet entameront une entente de manière officielle à partir de la saison 2020-2021,. Cette entente durera jusqu'à la fin de la saison 2023-2024 et ne sera pas reconduite pour la saison 2024-2025, les féminines du FC Briolet signant une nouvelle entente avec le Football féminin Aquaviva,, tandis que le FCA relancera des équipes féminines séniors et U15,.
Lors de l'assemblée générale du Football Club Alaric du 11 juin 2016 a été annoncée la fusion avec le Football-Club de Puichéric. Le nouveau club, nommé Football Club Alaric-Puichéric, a pour couleurs le vert, le noir et le rouge,. Le club a annoncé reprendre son nom de Football Club Alaric et ses couleurs vert et blanches lors de l'assemblée générale du 30 juin 2018, à la suite de différends avec la mairie de Puichéric,.

## Économie

### Revenus
En 2018 (données Insee publiées en septembre 2021), la commune compte 639 ménages fiscaux, regroupant 1 376 personnes. La médiane du revenu disponible par unité de consommation est de 18 640 € (19 240 € dans le département).

### Emploi
| Division       | 2008   | 2013   | 2018   |
| -------------- | ------ | ------ | ------ |
| Commune        | 11,2 % | 16,1 % | 12,7 % |
| Département    | 10,2 % | 12,8 % | 12,6 % |
| France entière | 8,3 %  | 10 %   | 10 %   |

En 2018, la population âgée de 15 à 64 ans s'élève à 808 personnes, parmi lesquelles on compte 73,1 % d'actifs (60,4 % ayant un emploi et 12,7 % de chômeurs) et 26,9 % d'inactifs,. Depuis 2008, le taux de chômage communal (au sens du recensement) des 15-64 ans est supérieur à celui de la France et du département.
La commune fait partie de la couronne de l'aire d'attraction de Carcassonne, du fait qu'au moins 15 % des actifs travaillent dans le pôle,. Elle compte 528 emplois en 2018, contre 636 en 2013 et 591 en 2008. Le nombre d'actifs ayant un emploi résidant dans la commune est de 505, soit un indicateur de concentration d'emploi de 104,6 % et un taux d'activité parmi les 15 ans ou plus de 48,6 %.
Sur ces 505 actifs de 15 ans ou plus ayant un emploi, 190 travaillent dans la commune, soit 38 % des habitants. Pour se rendre au travail, 73,9 % des habitants utilisent un véhicule personnel ou de fonction à quatre roues, 8,7 % les transports en commun, 11,5 % s'y rendent en deux-roues, à vélo ou à pied et 5,9 % n'ont pas besoin de transport (travail au domicile).

### Activités hors agriculture

#### Secteurs d'activités
117 établissements sont implantés à Capendu au 31 décembre 2019. Le tableau ci-dessous en détaille le nombre par secteur d'activité et compare les ratios avec ceux du département,.
| Secteur d'activité                                                                                        | Commune | Commune | Département |
| Secteur d'activité                                                                                        | Nombre  | %       | %           |
| --- | ------- | ------- | ----------- |
| Ensemble                                                                                                  | 117     | 100 %   | (100 %)     |
| Industrie manufacturière, industries extractives et autres                                                | 7       | 6 %     | (8,8 %)     |
| Construction                                                                                              | 23      | 19,7 %  | (14 %)      |
| Commerce de gros et de détail, transports, hébergement et restauration                                    | 37      | 31,6 %  | (32,3 %)    |
| Information et communication                                                                              | 2       | 1,7 %   | (1,6 %)     |
| Activités financières et d'assurance                                                                      | 2       | 1,7 %   | (2,7 %)     |
| Activités immobilières                                                                                    | 7       | 6 %     | (5,2 %)     |
| Activités spécialisées, scientifiques et techniques et activités de services administratifs et de soutien | 9       | 7,7 %   | (13,3 %)    |
| Administration publique, enseignement, santé humaine et action sociale                                    | 19      | 16,2 %  | (13,2 %)    |
| Autres activités de services                                                                              | 11      | 9,4 %   | (8,8 %)     |

Le secteur du commerce de gros et de détail, des transports, de l'hébergement et de la restauration est prépondérant sur la commune puisqu'il représente 31,6 % du nombre total d'établissements de la commune (37 sur les 117 entreprises implantées à Capendu), contre 32,3 % au niveau départemental.

#### Entreprises
Les trois entreprises ayant leur siège social sur le territoire communal qui génèrent le plus de chiffre d'affaires en 2020 sont :
- Fabelle, commerce de détail de carburants en magasin spécialisé (901 k€)
- EURL Terrassements Mariscal David, travaux de terrassement courants et travaux préparatoires (154 k€)
- Pharmasisters, activités des sociétés holding (22 k€)

### Viticulture
La commune a sur son territoire les appellations qualitatives suivantes :
- Vin de pays des Coteaux de Miramont.

Les caves Cantalric, quant à elles, ont produit des dérivés de vins de terroir créés par le Château Capendu :

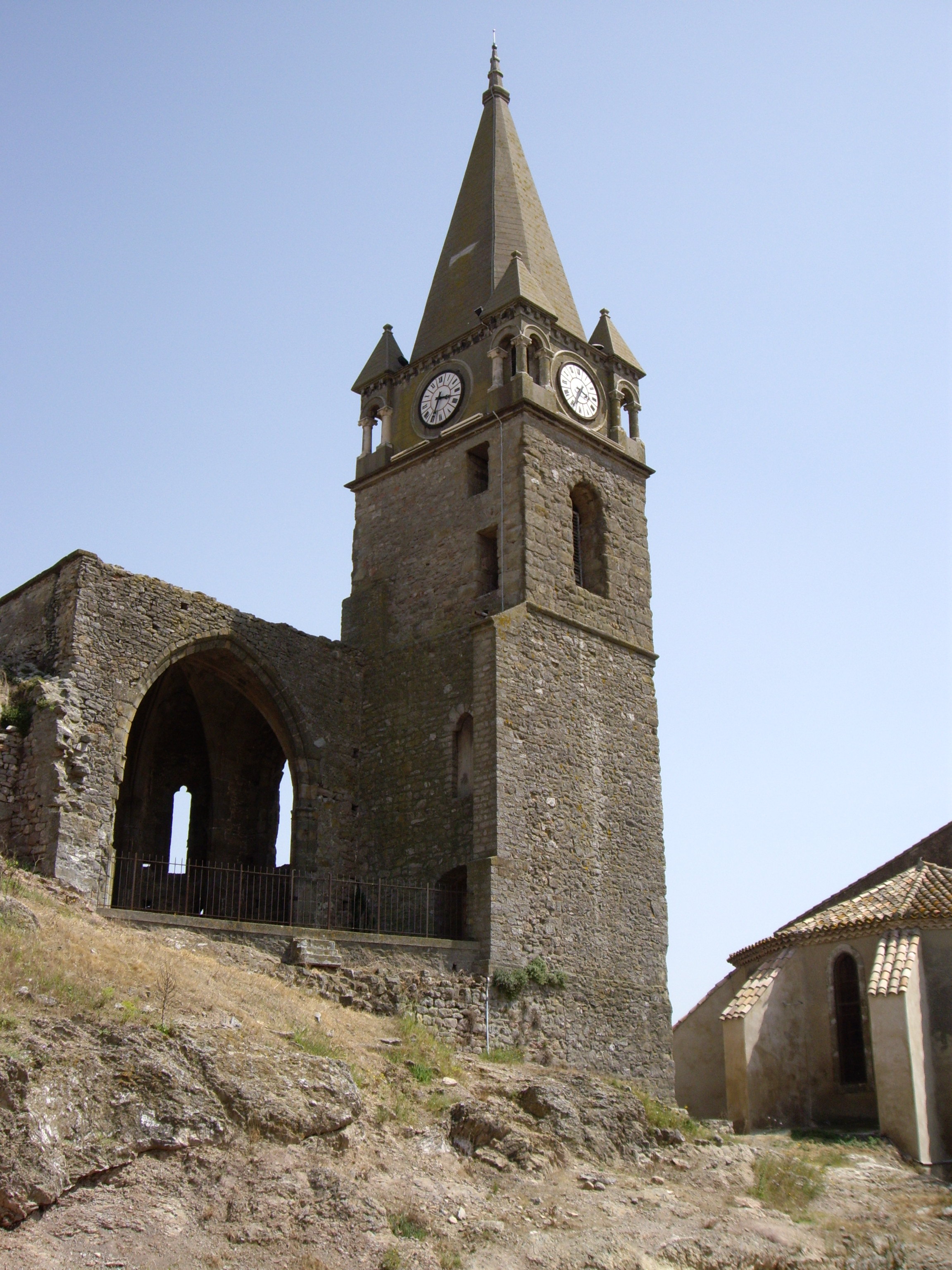
Vestiges de Capendu. Chapelle castrale de Capendu.

- Rozangria, à partir de vin rosé ;
- Blankiz, à partir de vin blanc.

### Agriculture
La commune fait partie de la petite région agricole dénommée « Région viticole ». En 2010, l'orientation technico-économique de l'agriculture  sur la commune est la viticulture (appellation et autre).
|                                   | 1988 | 2000 | 2010 |
| --------------------------------- | ---- | ---- | ---- |
| Exploitations                     | 87   | 38   | 35   |
| Superficie agricole utilisée (ha) | 713  | 514  | 448  |

Le nombre d'exploitations agricoles en activité et ayant leur siège dans la commune est passé de 87 lors du recensement agricole de 1988 à 38 en 2000 puis à 35 en 2010, soit une baisse de 60 % en 22 ans. Le même mouvement est observé à l'échelle du département qui a perdu pendant cette période 52 % de ses exploitations. La surface agricole utilisée sur la commune a également diminué, passant de 713 ha en 1988 à 448 ha en 2010. Parallèlement la surface agricole utilisée moyenne par exploitation a augmenté, passant de 8 à 13 ha.

## Culture locale et patrimoine

### Lieux et monuments

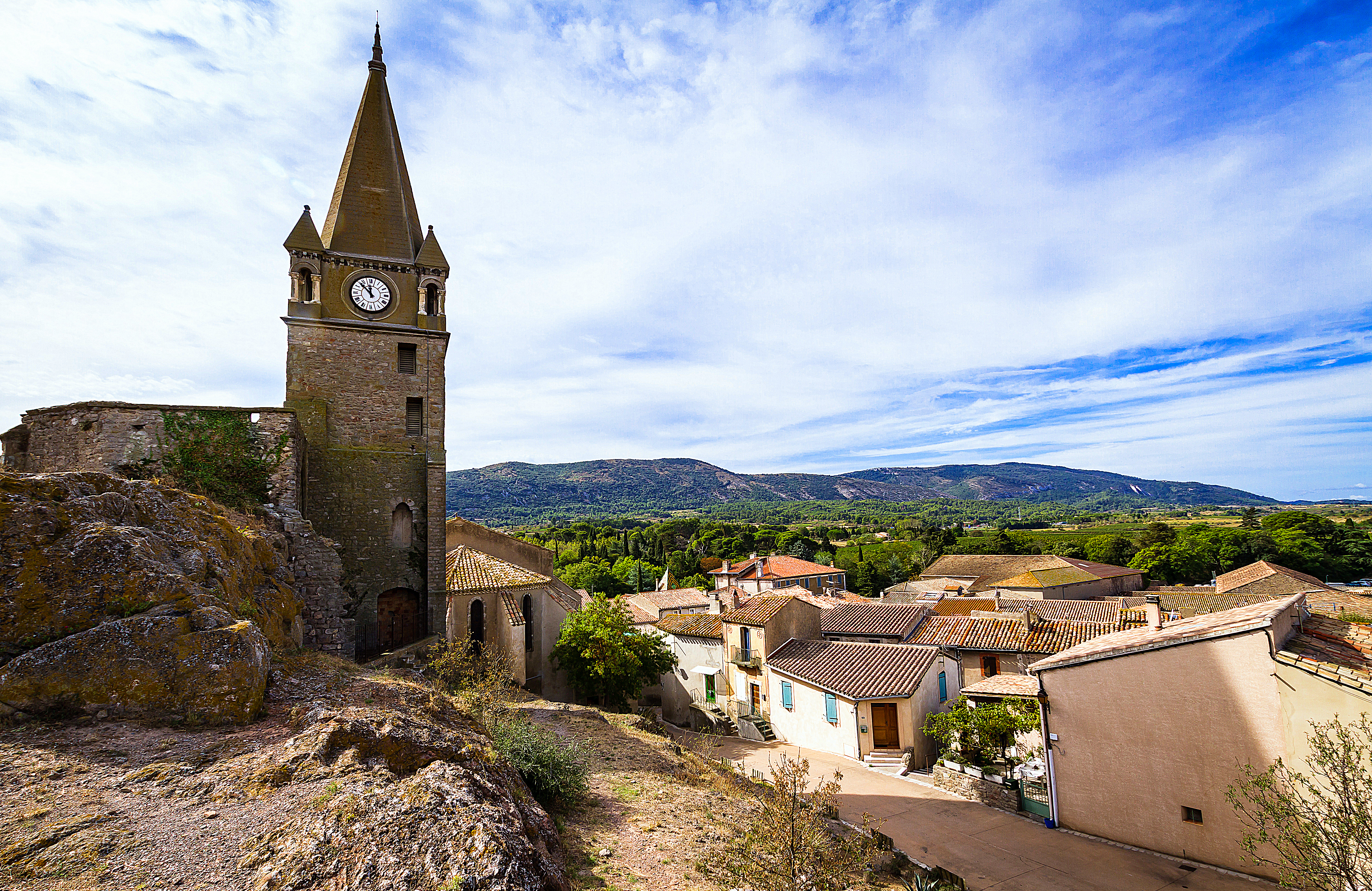
Les vestiges et le clocher du château de Capendu et une partie du village.

- la chapelle Saint-Martin de Surzac, à l'intérieur du cimetière, classée monument historique depuis 1913[66] ; Saint-Martin de Surzac était l'ancien emplacement du village (jusqu'au XIIe siècle, où il a été déplacé sur son emplacement actuel, tout d'abord à l'intérieur du castrum, dont les vestiges sont encore présents dans le quartier dit de la Cité, puis s'étendant sous la forme d'une circulade). Le cimetière autour de la chapelle est inscrit au titre des sites naturels depuis 1943[67].
- Chapelle castrale de Capendu.
- Église Saint-Martin de Capendu.
- le chœur de la chapelle de l'ancien castrum. Les vestiges du chœur et les pans de murs anciens avoisinant la chapelle du château de Capendu sont classés monuments historiques depuis 1927[68].
- Le Sport (statue à l'école communale) par René Iché.
- la circulade (cœur du village) entièrement rénovée.
- le lavoir rénové du Chemin des Pauvres.
- le moulin de Patane.
- L'espace culturel Le Chai, ouvert en 2008, qui comprend une médiathèque, une salle d'exposition et une salle de spectacle vivant[69].

L'église, le château et les ruines sont inscrits au titre des sites naturels depuis 1942.

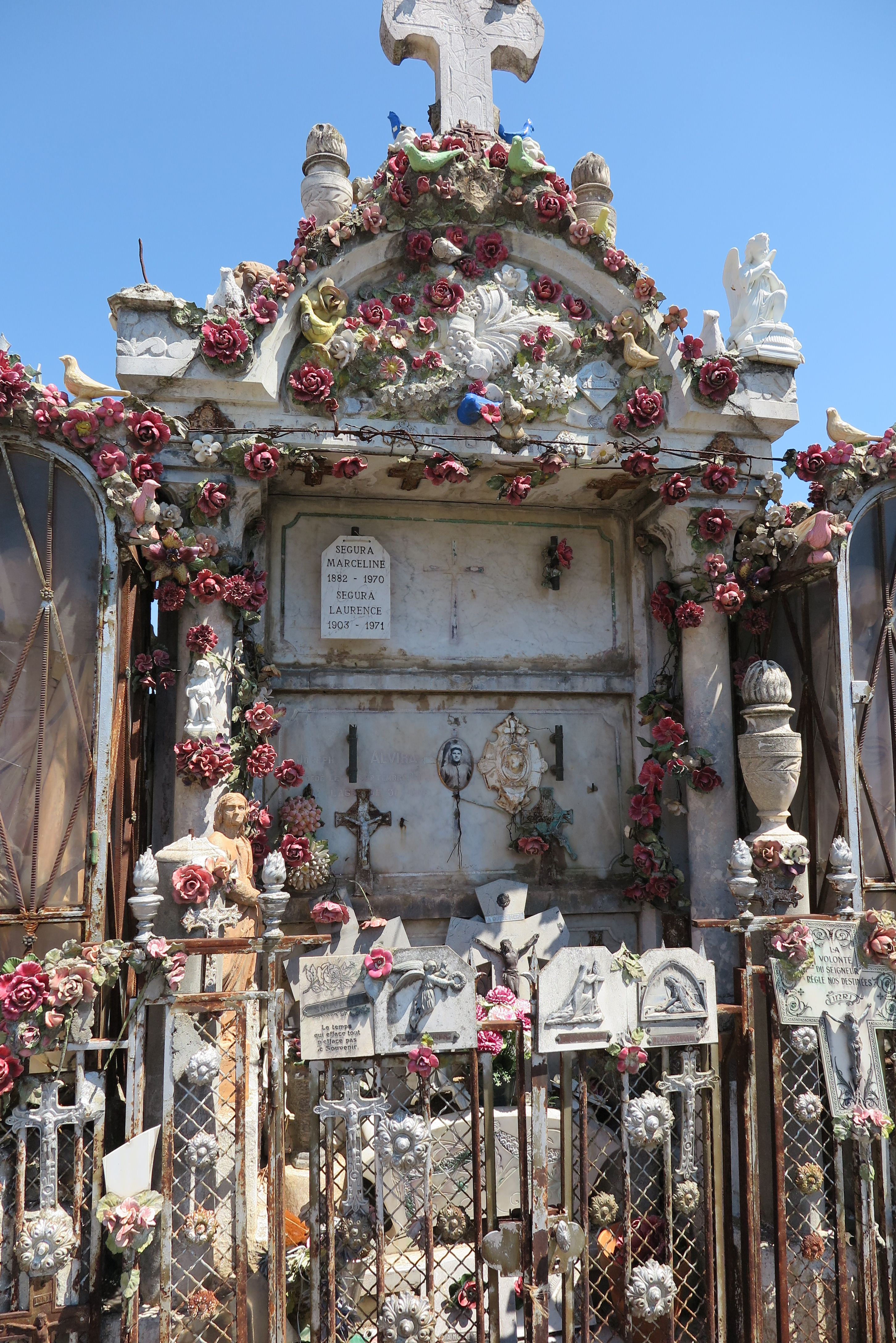
Tombe.
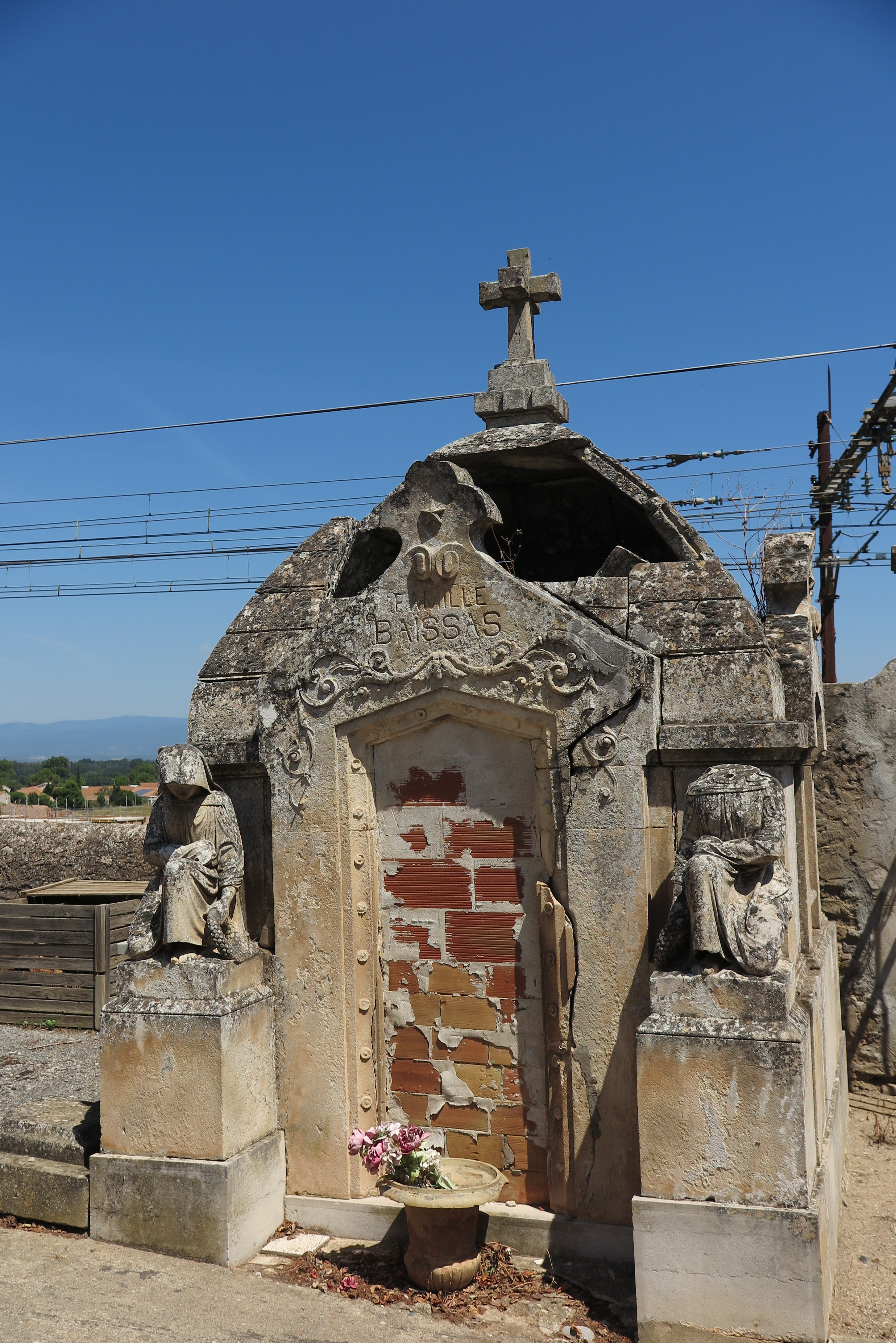
Tombe en ruine.
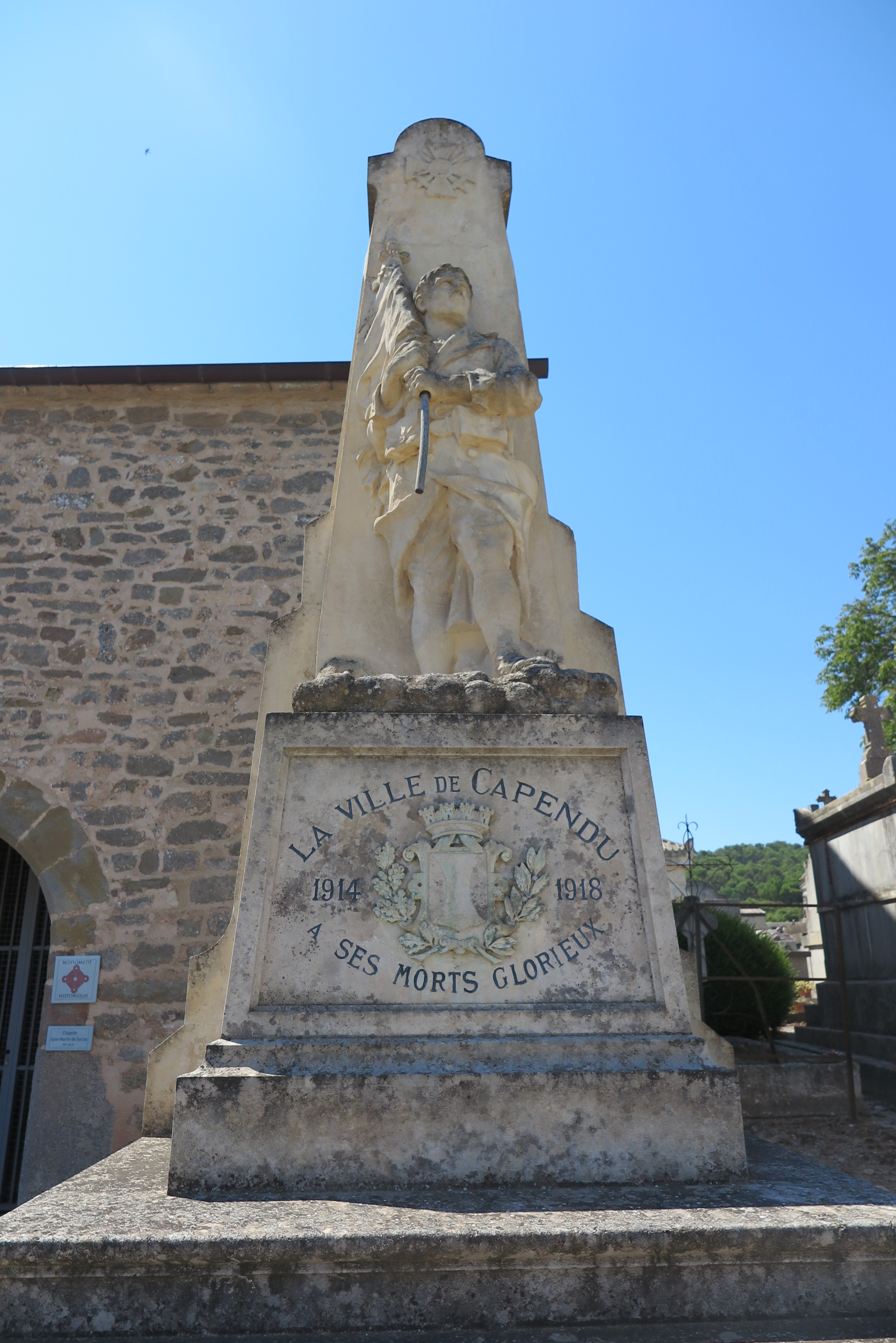
Monument aux morts.
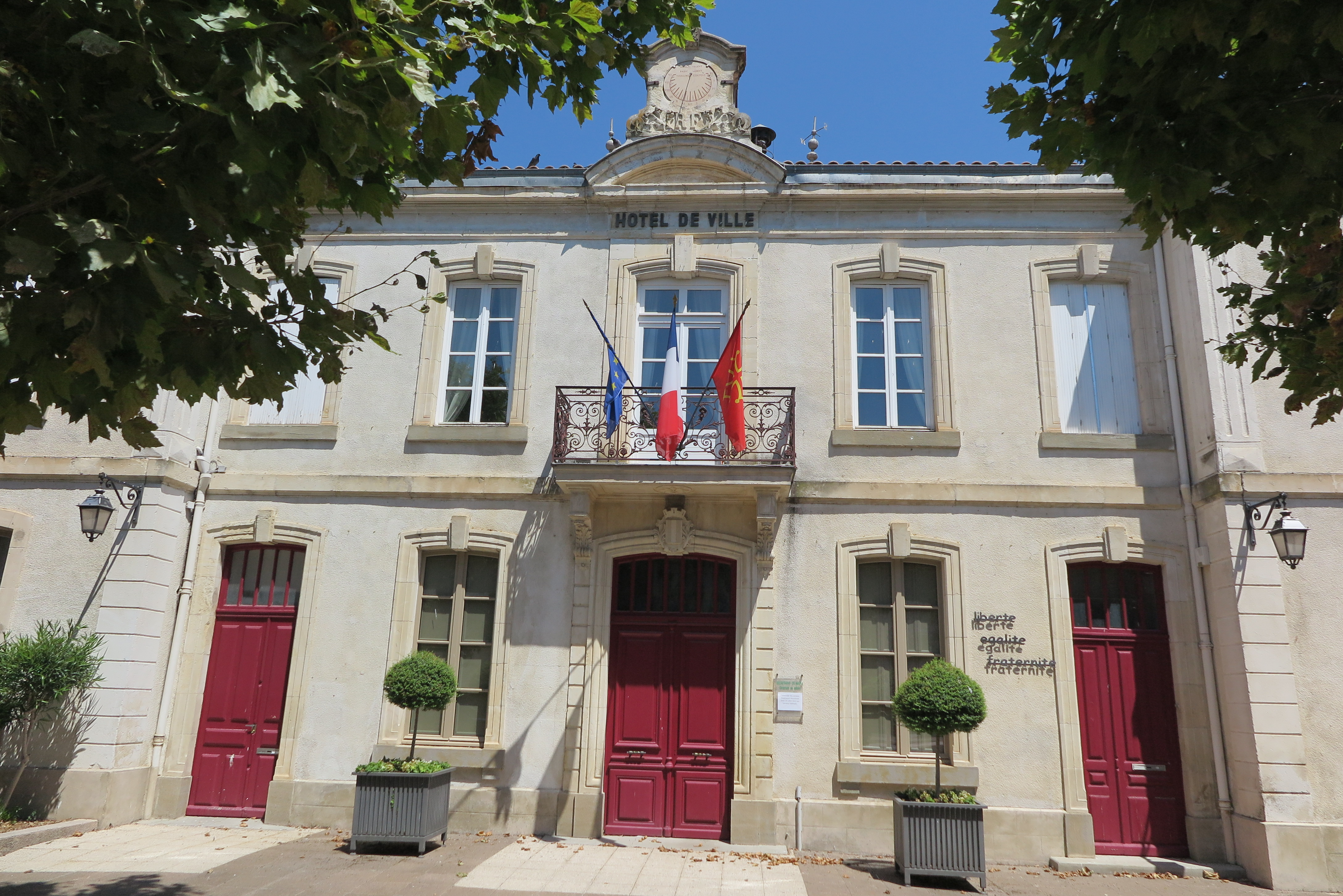
Hôtel de ville.

### Personnalités liées à la commune
- Ferdinand Théron, opposant au plébiscite de Napoléon III en 1870, compagnon d'Omer Sarraut, conseiller général de Capendu en 1880 ; il abandonne son siège de conseiller général quand il est élu député de l'Aude en 1885. Il sera réélu député en 1889, 1898, et 1902, et sénateur de 1903 à 1910 ; il a siégé à l'extrême gauche du palais Bourbon.
- Auguste Barbaza, né à Capendu le 24 octobre 1845, décédé à Capendu le 1er octobre 1912, opposant au plébiscite de Napoléon III en 1870, est élu conseiller général de Capendu en 1886, succédant à Ferdinand Théron. Il est élu sénateur radical socialiste en 1904.
- Auguste Barbaza, né à Capendu le 2 avril 1884, décédé à Capendu le 16 juillet 1926. Fils du précédent, maire de Capendu, conseiller général du canton de Capendu du 19 août 1923 au 16 juillet 1926.
- Georges Guille, ministre, président socialiste du conseil général de l'Aude de 1945 à 1973, conseiller général du canton de Capendu de 1934 à 1976, parlementaire de 1945 à 1973. Premier secrétaire d'État à l'énergie nucléaire. Le rond-point construit en 2009 près du collège porte son nom.

### Héraldique
| Capendu | Son blasonnement est : D'or, flanqué de sable. |